# آلن استیل
آلن استیل (به انگلیسی: Allan Steele) (زاده ۳۰ دسامبر ۱۹۶۶) بازیگر و نویسنده آمریکایی است.
از فیلم‌های معروف او می‌توان به بازی در فیلم سه روز آینده اشاره کرد.